# Бали
Ба́ли (балийск. ᬩᬮᬶ Bali) — остров в Малайском архипелаге, в группе Малых Зондских островов, в составе одноимённой провинции Индонезии. Омывается с юга Индийским океаном, с севера — морем Бали Тихого океана. С запада отделён одноимённым проливом от острова Ява, с востока — Ломбокским проливом от острова Ломбок.
Столица — Денпасар. 

## Этимология
Название острова происходит от индон. balî — «обратный, противоположный». Возможен и культовый смысл: Бали — властитель подземного царства. По острову названо море Бали, лежащее к северу от него.

## География

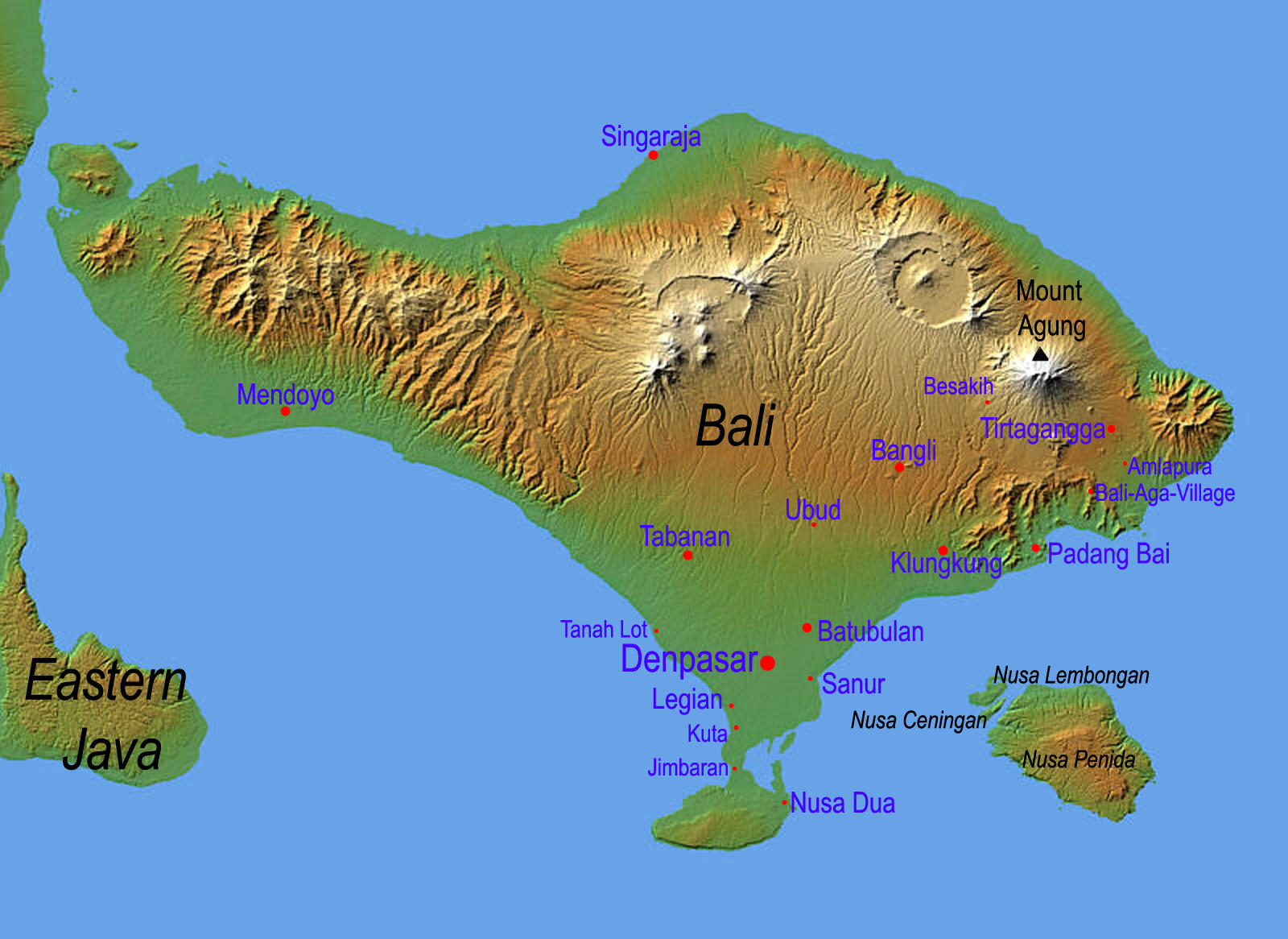
Карта острова Бали

Площадь острова составляет 5416,4 км², протяжённость — 145 км с востока на запад и 80 км с севера на юг. Так называемая линия Уоллеса, протянувшаяся от Бали и острова Ломбок в восточном направлении, служит границей между флорой и фауной тропической Азии и природными зонами Австралии и Новой Гвинеи.
На западе Бали отделяет от острова Ява неглубокий Балийский пролив шириной 2,5 км. Во время ледниковых периодов (в последний раз около 18 тыс. лет назад) в этом месте появлялся сухопутный переход с Явы на Бали. Даже когда пролив существует, он не является серьёзным препятствием для переселения людей. Пролив Ломбок, отделяющий Бали на востоке от одноимённого острова, имеет ширину 30 км и глубину 1300 м. С точки зрения морской стратегии этот пролив имеет большое значение, поскольку это один из двух проливов (наряду с Зондским проливом между Явой и Суматрой) на пути из Южного Китая в Австралию, который современные подводные лодки могут проходить в подводном положении.

### Рельеф
Бали — самый западный из Малых Зондских островов. С запада на восток Бали протянулась горная цепь — зона высокой вулканической активности. Два больших действующих вулкана Агунг (2997 м) и Гунунг-Батур (1717 м) расположены в северо-восточной части острова. Вулканическая деятельность обусловливает высокую плодородность почв и влияет на развитие культуры. Крупные извержения вулканов Гунунг-Батура и Агунга, произошедшие в 1963 году, привели к многочисленным жертвам, опустошили восточные районы острова, вынудив многих балийцев эмигрировать.
Среди других горных вершин самые высокие Батукау (2276 м) и Абанг (2152 м). Этот горный хребет с расположенным на юге известняковым плато, которое называют «букит» — холмы, делит территорию острова на два абсолютно разных региона. Северный довольно резко поднимается от узкой береговой линии к горным склонам. Здесь относительно сухой климат, благоприятствующий разведению культуры кофе. В этой части Бали находятся две реки, орошающие рисовые поля вокруг Сингараджи и Серирита. Южный же регион представляет собой протянувшиеся с севера на юг террасы, на которых выращивают рис. Небольшие, но достаточно многочисленные реки текут по ущельям с пышной растительностью. Юго-запад — это небольшие, хорошо орошаемые участки земли и засушливые земли плантаций кокосовых пальм.

### Климат
| Показатель                                                                  | Янв. | Фев. | Март | Апр. | Май  | Июнь | Июль | Авг. | Сен. | Окт. | Нояб. | Дек. | Год  |
| --------------------------------------------------------------------------- | ---- | ---- | ---- | ---- | ---- | ---- | ---- | ---- | ---- | ---- | ----- | ---- | ---- |
| Средний суточный максимум, °C                                               | 29,7 | 29,7 | 29,8 | 29,8 | 29   | 27,9 | 27   | 27,3 | 28,4 | 29,8 | 30    | 30   | 29   |
| Средняя температура, °C                                                     | 27   | 26,7 | 26,6 | 26,6 | 26,2 | 25,3 | 24,5 | 24,4 | 25,1 | 26,4 | 26,9  | 27,2 | 26   |
| Средний суточный минимум, °C                                                | 24,3 | 23,6 | 23,3 | 23,3 | 23,3 | 22,7 | 21,9 | 21,4 | 21,8 | 22,9 | 23,7  | 24,4 | 23,1 |
| Норма осадков, мм                                                           | 146  | 133  | 130  | 91   | 63   | 38   | 35   | 20   | 28   | 28   | 141   | 165  | 1018 |
| Температура воды, °C                                                        | 28,9 | 28,8 | 29,4 | 29,9 | 29,8 | 29   | 28,2 | 27,8 | 27,9 | 28,6 | 29,6  | 29,6 | 29   |
| Источник: tursovetchik.ru. tursovetchik.ru. Дата обращения: 6 декабря 2022. |      |      |      |      |      |      |      |      |      |      |       |      |      |

Климат на Бали — экваториально-муссонный. Вместо привычного деления на четыре сезона, здесь различают лишь два: сухой (июнь—октябрь) и влажный (ноябрь—март); наибольшее количество осадков выпадает в январе—феврале. В некоторых районах Бали разница между ними почти незаметна. В период влажного сезона осадки выпадают местами — как правило, ночью в виде кратковременных (1—2 часа) грозовых ливней.
Среднегодовые температуры незначительно колеблются вокруг отметки 26 °C. В низинах и курортных зонах тепло и днём, и ночью; в горах довольно прохладные ночи и, в целом, свежее, чем на остальной территории. Температура воды в океане — 26—28 °C.

### Растительный и животный мир

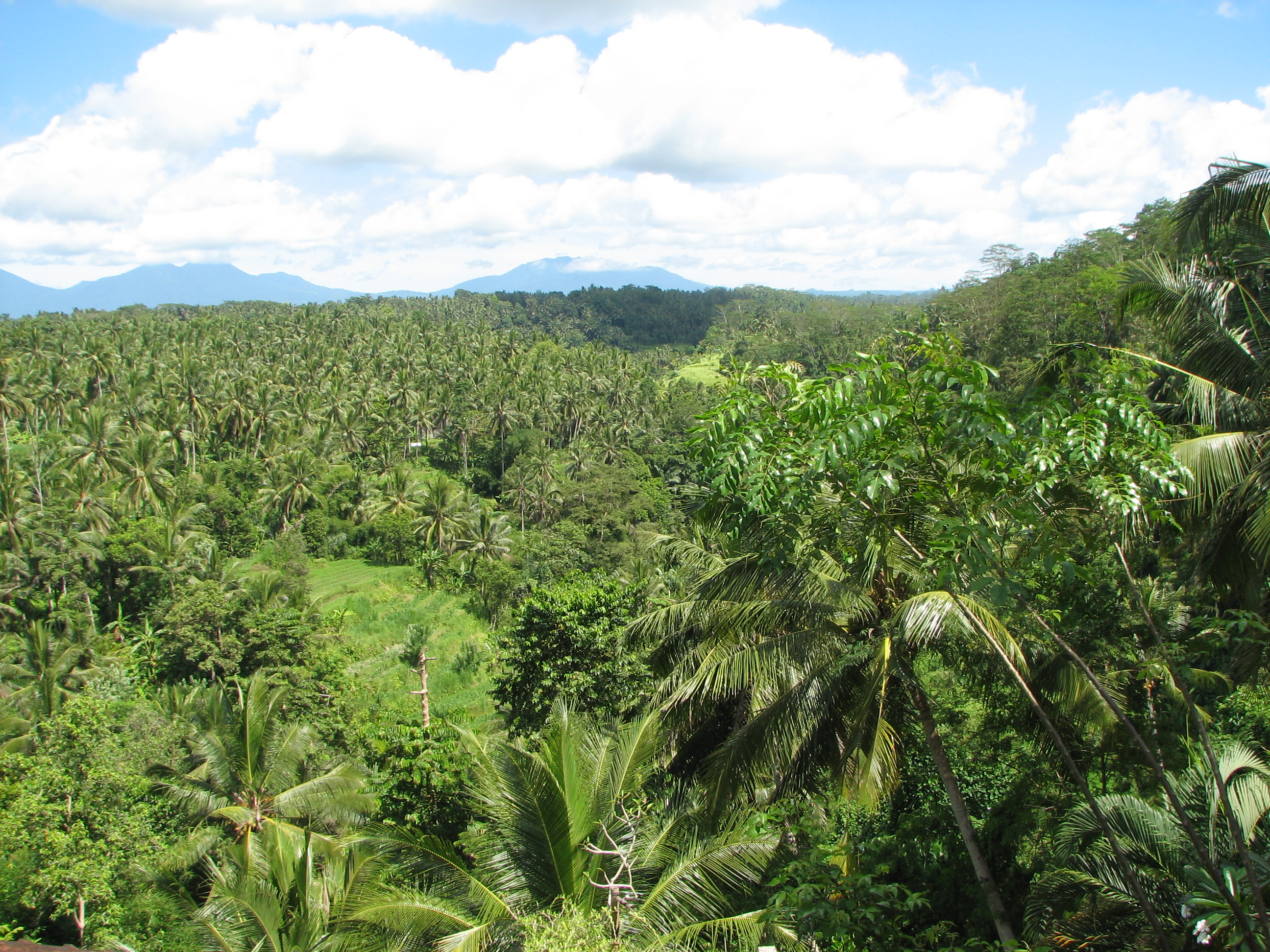
Тропические леса на Бали

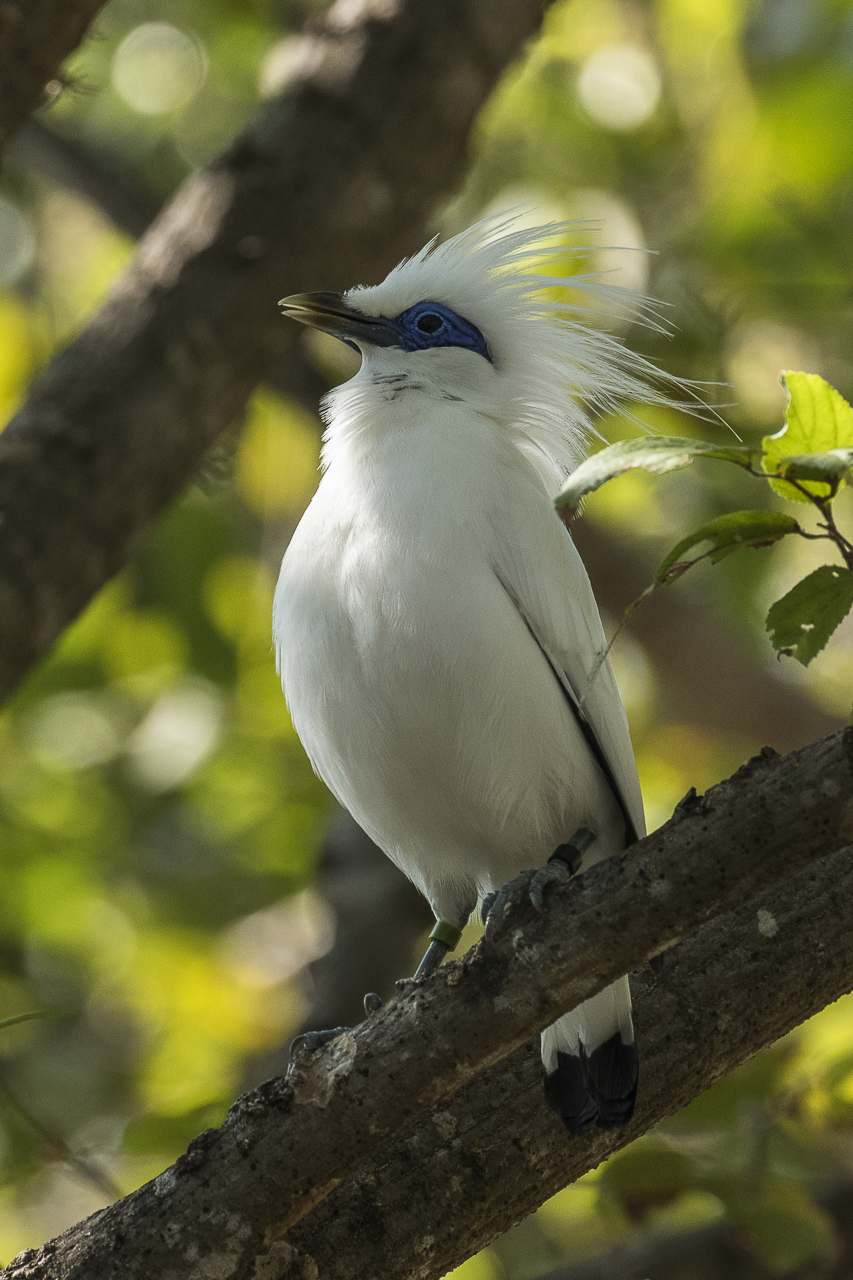
Балийский скворец ― одна из охраняемых птиц в Национальном парке Западного Бали

На Бали произрастают четыре вида лесов: влажные вечнозелёные тропические на западе, листопадные на северо-западе в труднодоступных районах, леса саванны и горные леса. Влажные вечнозелёные леса представлены в парке Бали-Барат (в переводе означает «западный Бали»). Здесь можно встретить редкие виды растений, огромные вековые деревья, находящиеся под охраной. Много растений семейства фикусовых, фиговые и банановые рощи. Лиственные леса произрастают в северо-западной части Бали. Они меняют свою листву в зависимости от сезона, среди этой флоры преобладают сапотовые деревья. Горная растительность редко расположена выше 1500 м над уровнем моря, это, в основном, казуарины и филаосы. Банановые растения на Бали священны, они очень хорошо растут, размножаясь корнями, и кормят множество животных: обезьян, белок, летучих мышей.
Редкий пещерный краб Karstama balicum внесён в Международную Красную книгу МСОП.
На Бали особенно хорошо представлены пальмовые деревья. Листья борассовых пальм, высушенные и спрессованные, идут на изготовление «лонтаров», на которых пишут священные тексты. Из листьев сахарной пальмы составляют букеты, которые приносят в храмы, в качестве ритуальных подношений. Встречаются и другие виды деревьев, например, эбеновое, или чёрное дерево, а также бальзовое дерево, чрезвычайно лёгкое — удобный материал для традиционных масок. Много бамбуковых деревьев, некоторые виды которых достигают 30—40 см в диаметре. Их можно встретить почти по всему острову, бамбук является также универсальным строительным материалом для балийцев.
Садово-парковая архитектура превратилась в настоящую индустрию. Изобилие рабочей силы и плодородная почва, на которой легко приживается все, что посажено, способствует развитию садоводства, особенно на юге острова и в районе Бедугула. Красные, розовые и белые гибискусы, жасмин, бугенвиллеи, белые и розовые лавры, водяные лилии, лотосы и довольно экзотические растения, такие, как ангсока, чемпака (жёлтая магнолия), манори и орхидеи.

## История
Бали был заселён ещё во времена палеолита. Приблизительно с 3000 года до н. э. появилась культура неолита, связанная с новой волной жителей, которые принесли с собой технологии выращивания риса и австронезийские языки.
Примерно VIII веком нашей эры датируются буддийские надписи, найденные в маленьких глиняных статуях (называемых «ступиками»). Этот период связан с распространением буддизма и индуизма на острове.

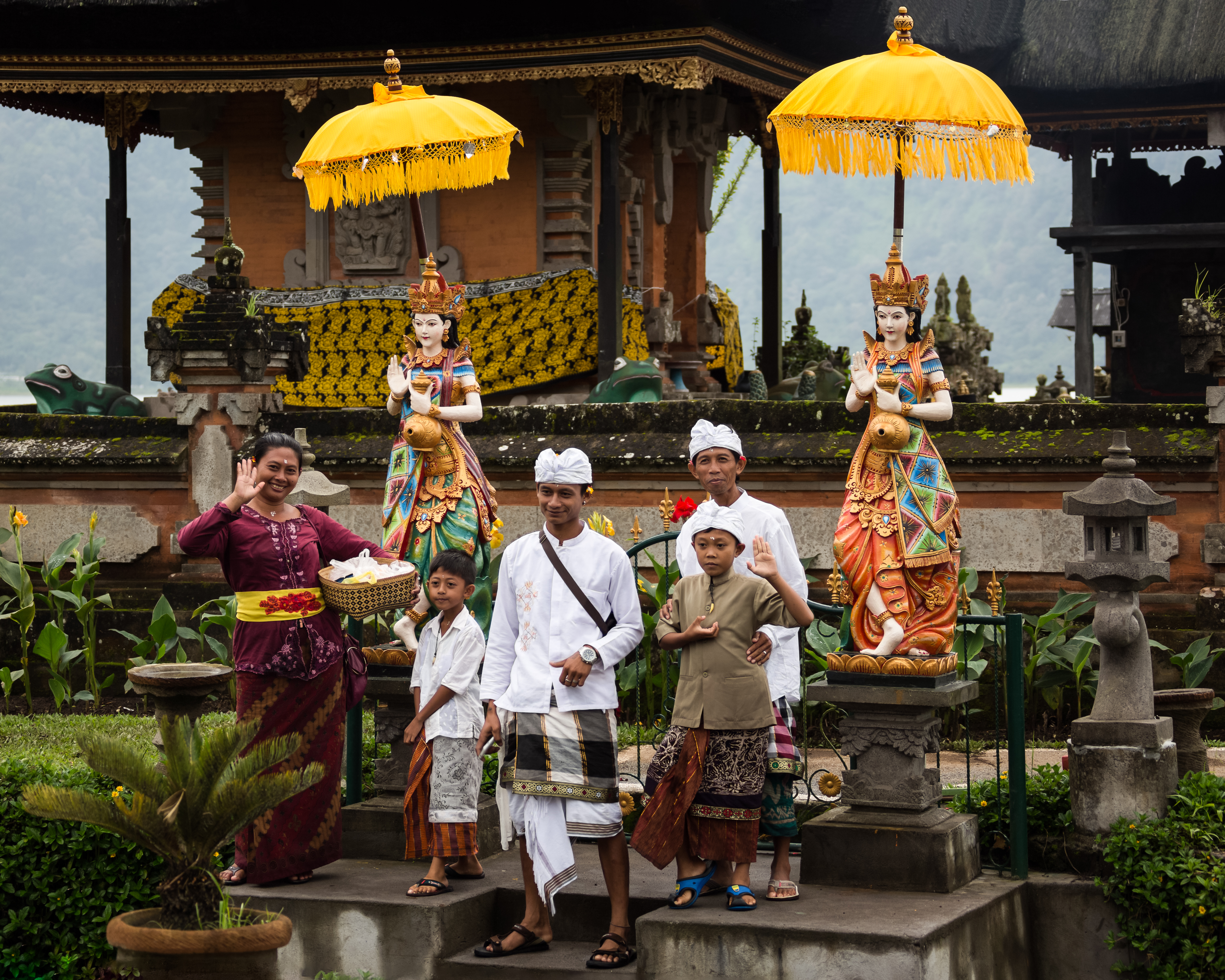
Балийская семья после совершения пуджи в храме

В период с X по XX века на территории острова функционировала совокупность индуистско-буддийских монархий, которые создали уникальную синкретическую культуру, сочетавшую местные анимистические традиции с индийскими религиозными и культурными влияниями, проникшими через посредничество древнеяванских царств. 
В XIII веке Бали попал в сферу влияния яванской империи Маджапахит, а в 1343 году силы Маджапахит победили силы балийского правителя и установили полный контроль над островом.
В конце XV или начале XVI века, после падения империи Маджапахит, Бали вновь стал независимым. В XVI веке балийский правитель Далем Батенггонг установил контроль над Восточной Явой, Ломбоком и западной частью Сумбавы.
Считается, что европейцы открыли Бали в 1512 году, когда португальская экспедиция под руководством Антониу Абреу и Франсишку Серрана достигла северного побережья острова.
В 1841 и 1843 годах голландцы навязали правителям северных балийских царств неравноправные договоры, а в 1846 году они захватили и уничтожили королевский дворец в Сингарадже. Но лишь в 1908 году, после седьмой военной экспедиции на Бали, голландцы установили полный контроль над островом, который стал частью Нидерландской Ост-Индии.

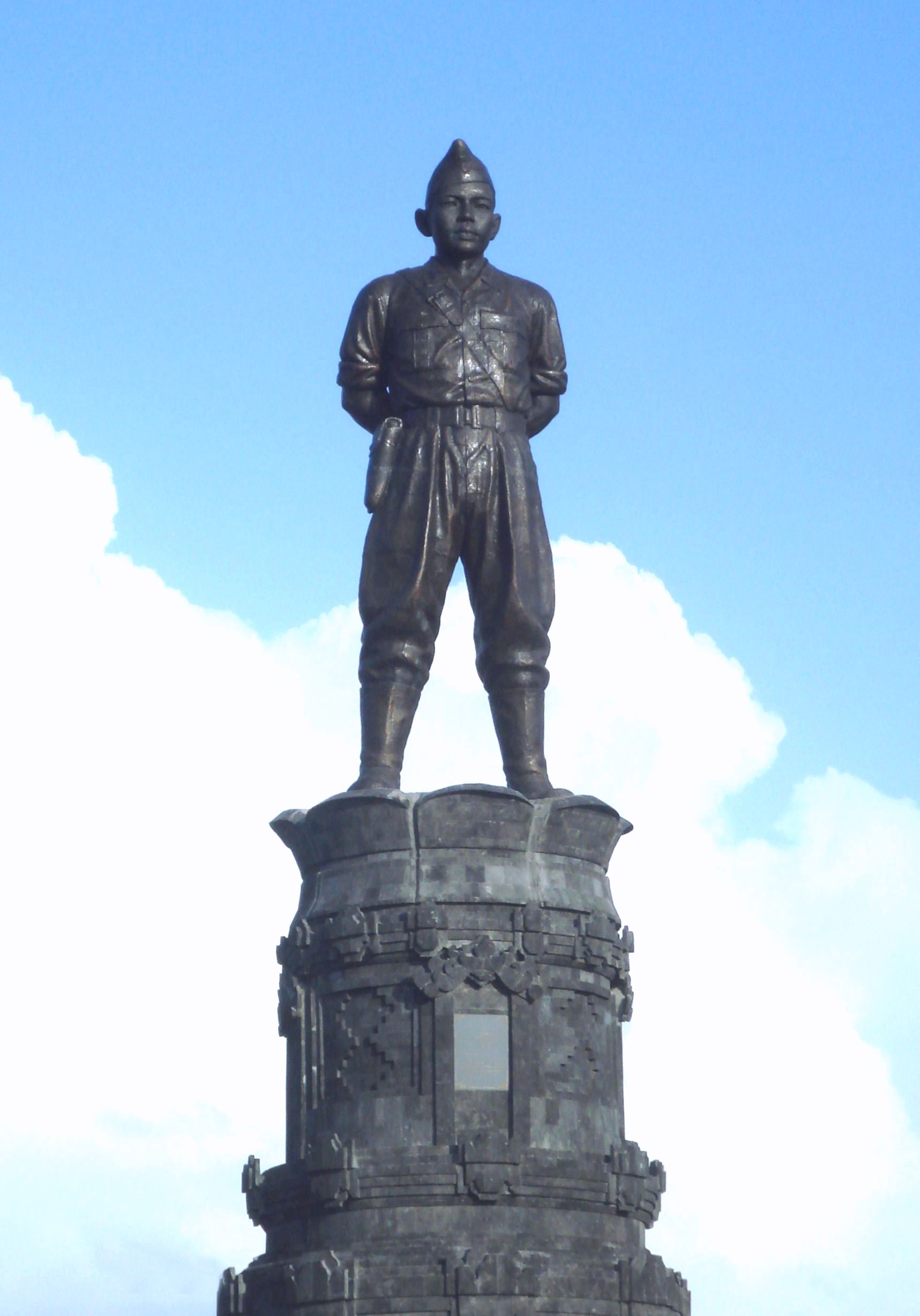
Памятник И Густи Нгурах Раю, герою войны за независимость Индонезии, который в ноябре 1946 года погиб в бою на Бали

В 1949 году Бали стал частью независимой Индонезии.
В 1960—1970-е годы Бали стал популярным международным курортом.
В 2022 году на острове Бали прошла семнадцатая встреча глав государств Группы двадцати (G20).
В 2023 году на Бали прошла конференция разработчиков Ethereum.

## Административное деление
Правительство Индонезии ввело национальную систему администрирования на основе пятиуровневой иерархии:
- провинция (propinsi/province);
- округ (kabupaten/regency);
- район (kecamatan/district);
- административная деревня (desa dinas или kelurahan/administrative village);
- административное поселение (dusun/administrative hamlet)

Названия трёх верхних уровней общеприняты для Индонезии. Терминология относительно двух нижних уровней несколько раз менялась и приводится согласно изменениям 1979 года. До 1979 года для двух нижних уровней часто использовались традиционные местные названия perbekelan и banjar dinas, соответственно. На Бали административная деревня или поселение не совпадает с деревней или поселением согласно традиционным местным понятиям (они называются словом adat).
В доколониальный период существовал только один вид деревни, которая теперь известна как адат (adat). Управление традиционно основывалось не на территориально-бюрократической системе, а на контроле за рабочей силой. На самом низком уровне стоял пербекель (perbekel), ответственный перед своим пунггава (punggawa), который, в свою очередь, подчинялся правителю или радже (raja). В колониальный период голландцы реорганизовали деревенскую администрацию. Иногда адаты и административные деревни совпадали, но часто ряд адатов объединялись в одну административную деревню, а иногда большой адат делился на несколько административных деревень.
Бали, ставшее отдельной провинцией в 1958 году, разделена на 8 округов (kabupaten), существовавших ещё в доколониальную эпоху, и один город (kota). В таблице приводится их территории и население согласно переписям 2010 и 2020 годов
| Название         | Столица    | Территория, км² | Население 2000 г. | Население 2010 г. | Население 2020 г. | ИЧР 2019 г.         |
| ---------------- | ---------- | --------------- | ----------------- | ----------------- | ----------------- | ------------------- |
| Денпасар (город) | Денпасар   | 127,78          | 532 440           | 788 589           | 725 314           | 0,830 (Оч. высокий) |
| Бадунг           | Мангупура  | 418,62          | 345 863           | 543 332           | 548 191           | 0,802 (Оч. высокий) |
| Бангли           | Бангли     | 490,71          | 193 776           | 215 353           | 258 721           | 0,689 (Средний)     |
| Булеленг         | Сингараджа | 1364,73         | 558 181           | 624 125           | 791 813           | 0,715 (Высокий)     |
| Гианьяр          | Гианьяр    | 368,00          | 393 155           | 469 777           | 515 344           | 0,760 (Высокий)     |
| Джембрана        | Негара     | 841,80          | 231 806           | 261 638           | 317 064           | 0,712 (Высокий)     |
| Карангасем       | Амлапура   | 839,54          | 360 486           | 396 487           | 492 402           | 0,676 (Средний)     |
| Клункунг         | Семарапура | 315,00          | 155 262           | 170 543           | 206 925           | 0,703 (Высокий)     |
| Табанан          | Табанан    | 1013,88         | 376 030           | 420 913           | 461 630           | 0,748 (Высокий)     |
| Всего:           |            | 5780,06         | 3 146 999         | 3 890 757         | 4 317 404         | 0,794 (Высокий)     |

## Население

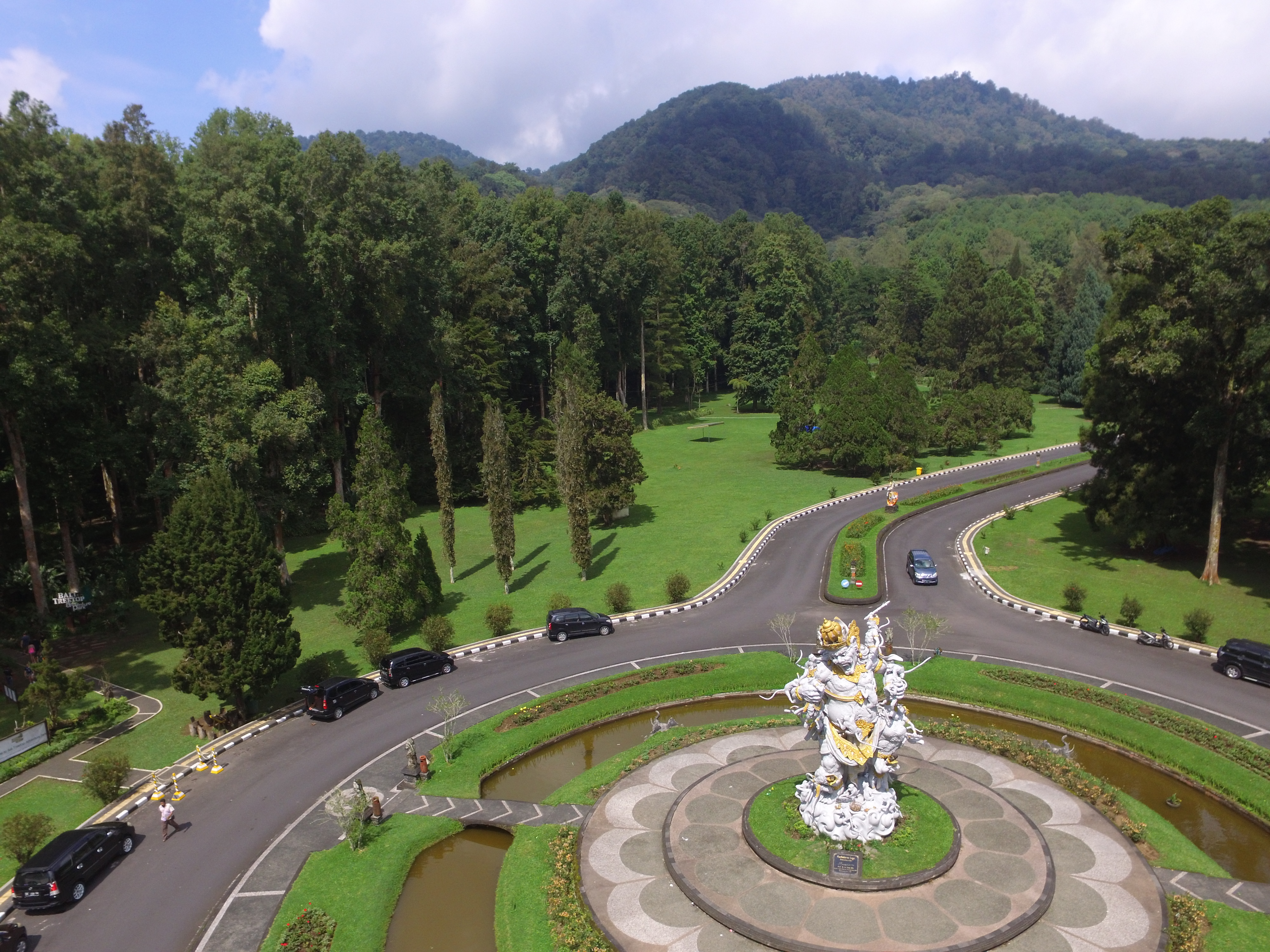
Балийский ботанический сад

Всего на острове проживает 4 225 384 человека (2014). С начала XXI века население острова увеличилось более чем на миллион человек.
Бали — это индуистское общество, проживающее на территории мусульманской страны и постоянно контактирующее с иностранцами. Всё это лишь подогревает интерес к местным обычаям. Сами балийцы весьма гордятся своими традициями и обычно строго следуют кодексу поведения. Несмотря на это, мусульманское население за счёт миграции постепенно растёт и увеличивает своё влияние на острове. Часто это богатые предприниматели и землевладельцы из остальной части Индонезии, а также из Малайзии, ОАЭ и других мусульманских стран.
На Бали также проживает большое количество выходцев из Европы, Северной Америки и Австралии, преимущественно европейцев.
Исконный для острова язык — балийский.

### Города
- Денпасар — столица и крупнейший город острова.
- Сингараджа — промышленный город на севере острова.
- Кута — курортный город.
- Убуд — центр балийской художественной жизни.

## Религия

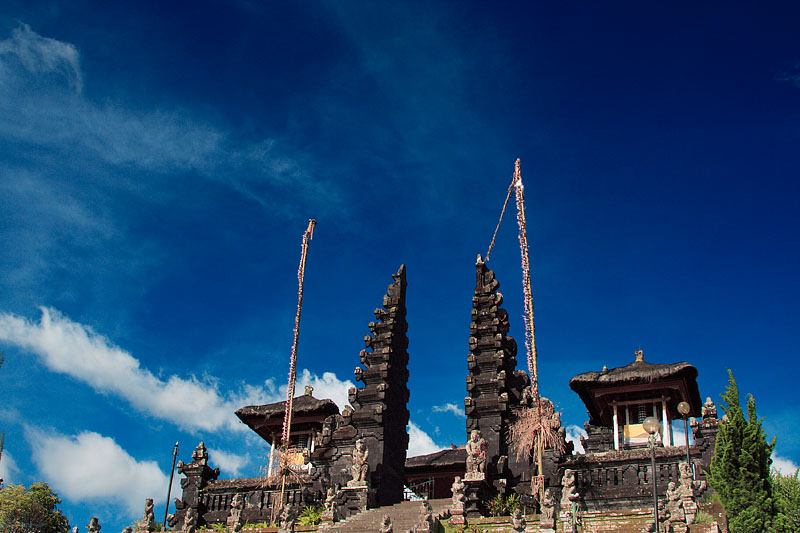
Индуистский храм на Бали

Большинство балийцев (83,5 % населения) исповедует местную разновидность индуизма, которая называется «Агама Хинду Дхарма». 13,3 % населения — мусульмане. Они проживают в основном в Денпасаре, Сингарадже и небольших прибрежных городках. Эти цифры не включают «временных» мигрантов из других частей Индонезии. Христиан (1,7 %) и буддистов (0,5 %) мало — это китайцы, коренное население, а также проживающие на острове иностранцы (англичане, австралийцы, голландцы, французы, итальянцы и другие).
Индуизм на Бали — сплав туземных верований, буддизма и учения Шивы, пришедшего из Индии (см. Маджапахит). Буддизм в форме махаяны (большой колесницы), которая распространена в Китае, на Тибете, в Корее и Японии. Буддийские брахманы сосредоточены в районе Карангасема. Агама Хинду Дхарма — это изменённое учение, которое называлось раньше «Агама Тирта» — это религия освящённой воды, смесь шиваизма и буддизма, пришедших с Явы. В её основе теологические представления философии индуизма, обставленные культовыми церемониями, уходящими корнями в языческие верования туземцев. Язычество особенно заметно в культе природных явлений и поклонении предкам. Природа рассматривается как высшая сила, и каждая из её составляющих имеет своих духов или духа, который может быть материализован в алтаре или задобрен подношениями (саджен) в виде сельскохозяйственных продуктов.
Кроме того, огромную роль в религиозных верованиях балийцев играют горы как приют богов и предков. Балийцы думают и действуют, ориентируясь на горы — пристанище богов. Они не начинают работу, не посоветовавшись со жрецом, чтобы узнать, благоприятен ли этот день и этот час, и как в этот момент соотносятся силы богов и демонов в космическом колесе времени. Строя дом, они следуют раз и навсегда установленным правилам, где должен располагаться храм (божественная часть), жилые комнаты (пространство людей), кухня и вход (убежище демонов).
Религия Бали известна во всем мире своими магическими ритуалами. Эти ритуалы и подношения следуют один за другим и призваны сохранить гармонию между миром людей и миром богов.

## Террористическая активность
В 2002 и 2005 годах произошла серия террористических атак, унёсшая жизни 228 человек и травмировавшая более 300 людей.

## Экономика
В 1970-х годах основу экономики Бали по объёму продукции и численности занятых составляло сельское хозяйство. В настоящее время ведущую роль в экономике занимает туризм, благодаря которому Бали является наиболее процветающим регионом Индонезии. В 2003 году на долю туризма приходилось около 80 % экономики Бали. К середине 2011 года уровень просроченных кредитов на Бали составлял 2,23 %, это меньше, чем в среднем по банковской системе Индонезии (около 5 %). Экономика Бали сильно пострадала от террористических актов, совершённых исламистами в 2002 и 2005 годах. Однако с тех пор туризм полностью оправился от этих ударов.

### Сельское хозяйство

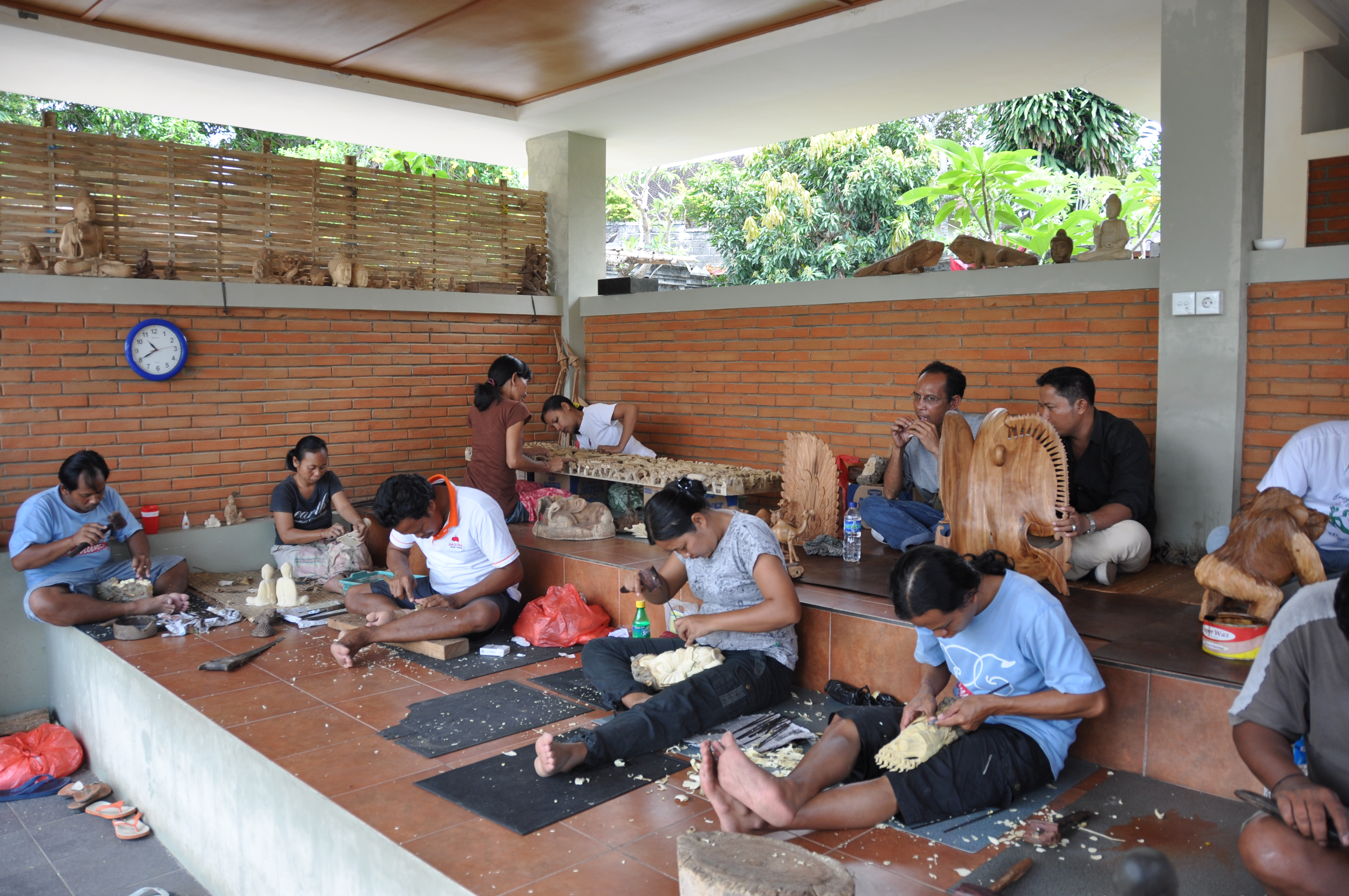
Резьба по дереву

Хотя туризм производит наибольшую часть ВВП Бали, сельское хозяйство и рыболовство по-прежнему остаются крупнейшими отраслями экономики. Бали также известен своими ремесленниками, которые производят широкий спектр ремесленных изделий, включая ткани и одежду из батика и иката, резьбу по дереву и камню, роспись и изделия из серебра. В отдельных деревнях обычно производится один продукт, например, колокольчики или деревянная мебель.
Район производства кофе арабика — высокогорный район Кинтамани недалеко от горы Батур. Как правило, балийский кофе выращивается на орошаемых площадях. В результате получается сладкий, мягкий кофе с хорошей консистенцией. Типичные ароматы включают лимон и другие цитрусовые нотки. Многие фермеры, выращивающие кофе в Кинтамани, являются членами традиционной системы земледелия под названием Субак Абиан, которая основана на индуистской философии «Три Хита Карана». Согласно этой философии, три причины счастья — это хорошие отношения с Богом, другими людьми и окружающей средой. Система Subak Abian идеально подходит для справедливой торговли и производства органического кофе. Кофе арабика из Кинтамани — первый продукт в Индонезии, который получил наименование места происхождения.

### Транспорт
Центральным и важнейшим транспортным узлом на острове является аэропорт Нгурах-Рай. Это современный и хорошо оснащённый аэропорт, находящийся недалеко от Денпасара, в 3 км от Куты, в 15 км от Нуса-Дуа и в 12 км от Санура. Его обслуживает множество такси. В 2013 году в аэропорту введён в эксплуатацию новый, большой международный терминал. В 2014 году был существенно модернизирован терминал обслуживающий местные рейсы.
Также начат проект по строительству нового аэропорта на севере острова.
Распространённый и недорогой вид транспорта на острове — это бемо, небольшие микроавтобусы. Есть несколько автобусных компаний.
Самый распространённый транспорт среди местного населения — мопед или мотороллер.
Для туристов и гостей острова доступны многочисленные агентства, в которых можно арендовать авто-, мототранспорт и передвигаться по острову самостоятельно.

### Туризм

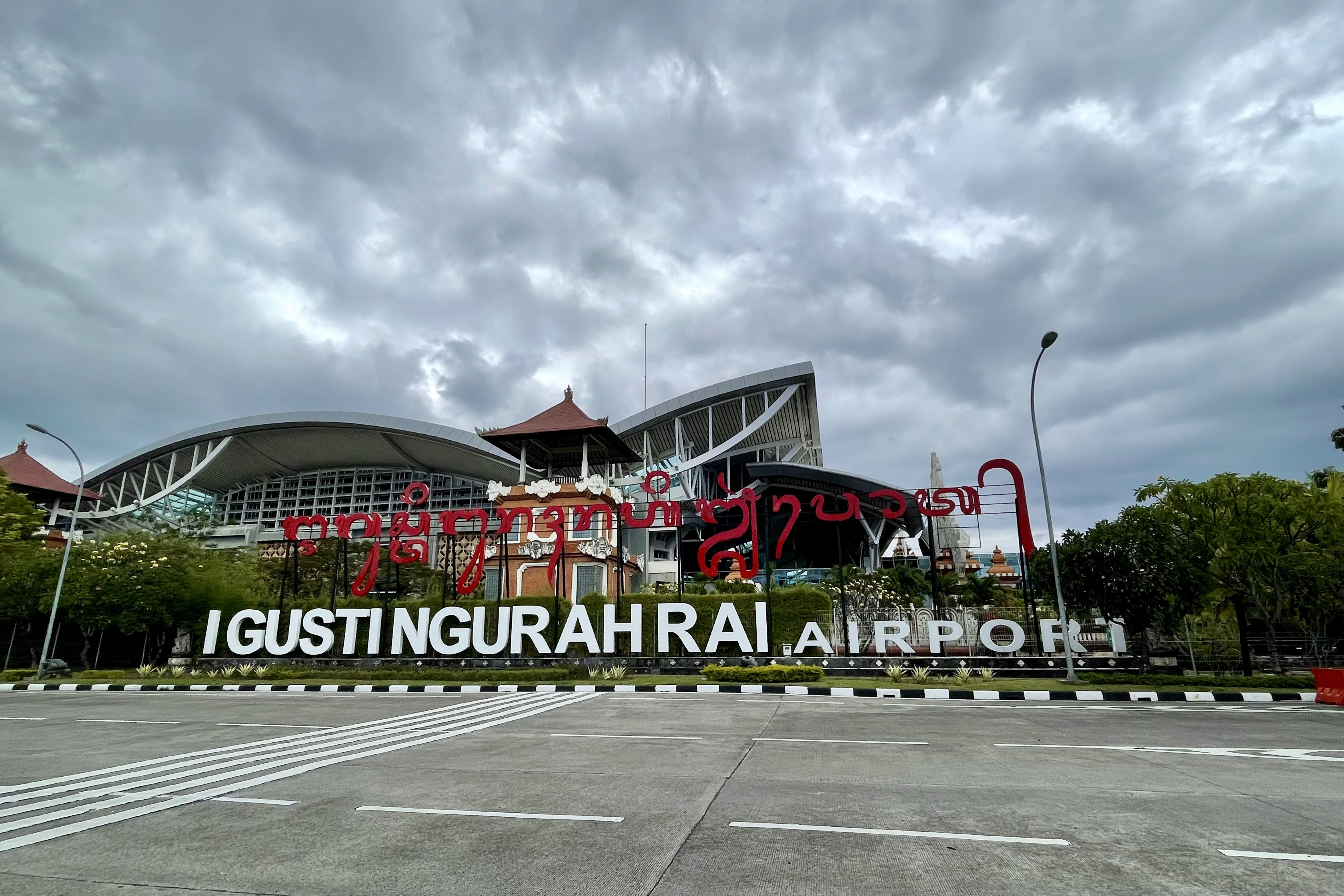
Международный аэропорт имени Нгураха Рая

После признания независимости туризм был довольно слабо развит, а инфраструктура пребывала в зачаточном состоянии. Даже во времена хиппи, которые стекались сюда со всего света, существовали лишь маленькие бунгало без электричества на пляжах Куты, дешёвые комнатки без удобств и блюда морской кухни за несколько центов. Тем не менее в Сануре туроператоры уже осваивали туризм для богатых. Правительству Индонезии, экономика которой была очень зависима от экспорта нефти, было необходимо найти и иные источники доходов, и оно весьма способствовало развитию индустрии туризма.
На первых порах эти усилия были направлены на то, чтобы изменить в глазах всего мирового сообщества неприглядный образ, укрепившийся за правящей верхушкой Индонезии после военного переворота.

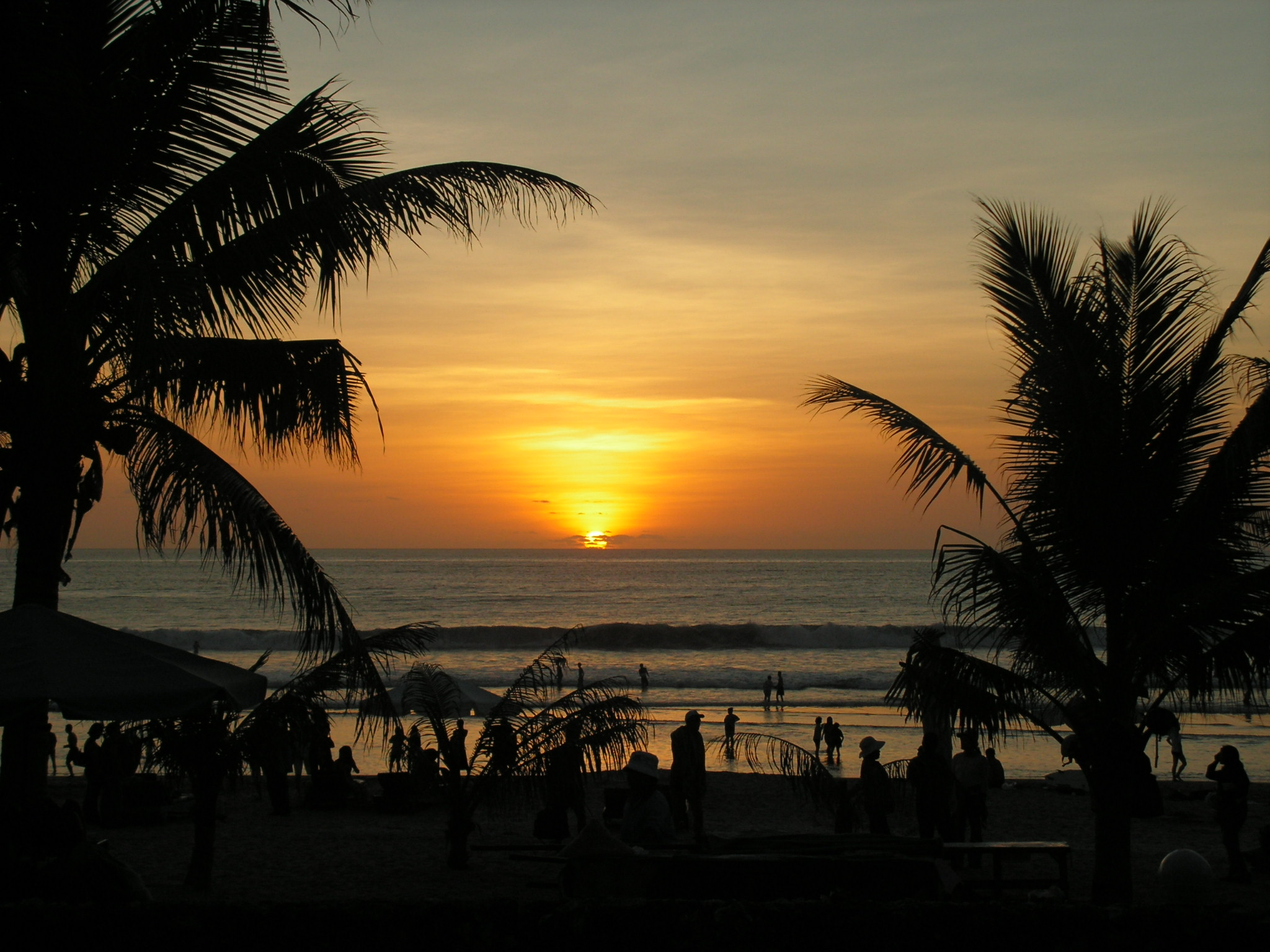
Закат на Бали

Профессиональный анализ ситуации на Бали и план развития туризма был сделан в 1969 году. Проект был профинансирован ООН под поручительство Всемирного банка. Особый упор делался на район Букит-Бадунга. В 1978 году балийский губернатор Ида Багус Мантра предложил заинтересованным сторонам обратить внимание на богатейшую культуру острова. С этого времени музыка, танцы, религиозные праздники, скульптура и живопись играют такую же роль в туристическом бизнесе, как и постоянное совершенствование инфраструктуры. Реконструирован аэропорт, возводятся отели класса люкс и скромные недорогие гостиницы, чтобы охватить весь социальный спектр любителей путешествий. Осушаются рисовые поля и строятся водопроводы в самых засушливых районах. На смену недорогому пришёл элитный туризм. Теперь всемирно известные звёзды приезжают в Санур на церемонии бракосочетания, а европейские министры проводят отпуск в «Средиземноморском клубе» в Нуса-Дуа.
Развитие получили сёрфинг, дайвинг, экологический и пляжный туризм.
Количество туристов, посещающих Бали, быстро растёт. За 2015 год на Бали побывало 4 001 835 иностранных туристов. В 2018 году количество туристов возросло до 6 511 610 человек. Каждый год поток увеличивается примерно на 10 %.

## Культура и национальный уклад

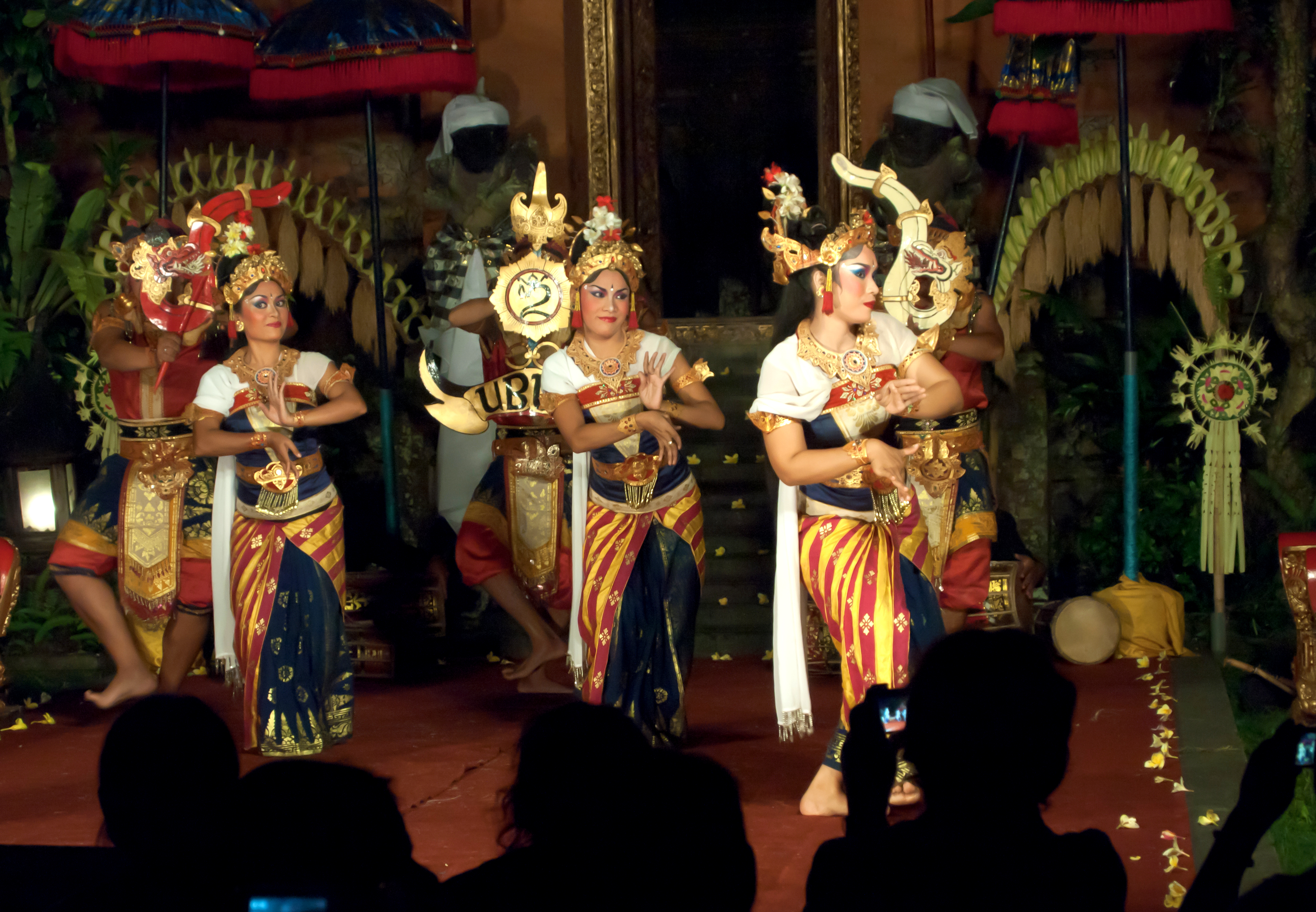
Традиционный балийский танец, форма балийской музыкальной драмы, Убуд

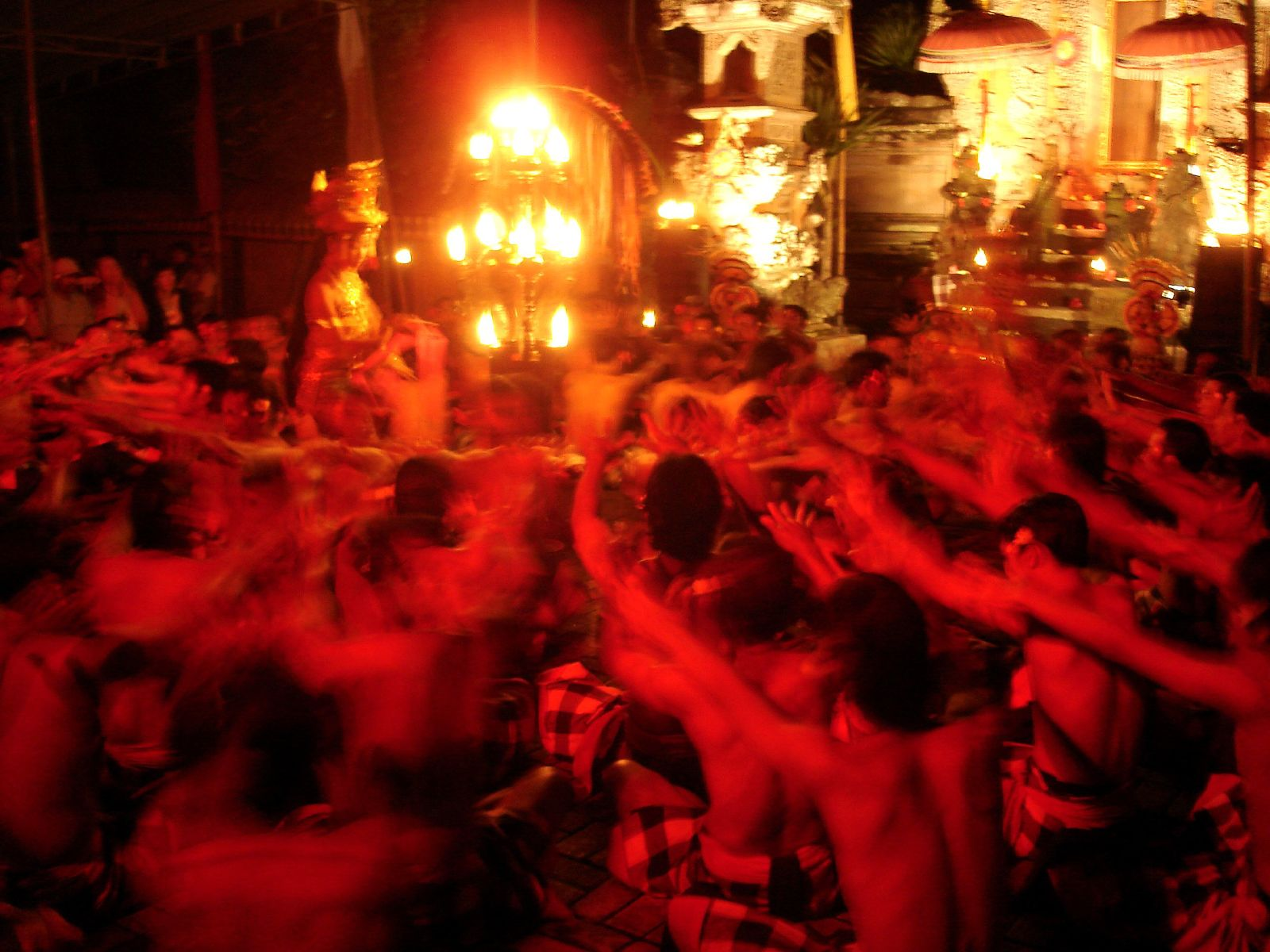
Кечак — массовый танец на закате

Остров славится традиционной деревянной скульптурой и живописью, а также росписью по ткани — батиком. Балийские танцы — театрализованные представления, общий смысл которых основан на вечной борьбе добра и зла. Сюжеты танцев и произведений изобразительного искусства балийцы черпают в местной мифологии
На Бали находится четыре крупных музея искусств: Музей Нуса Дуа Бали, Музей Агун Рай, Музей Рудана и Музей Пури Лукисан.

## Спорт
Бали является одним из мировых центров сёрфинга благодаря тому, что хорошие волны есть практически круглый год. В летний период (май—сентябрь) преобладают восточные ветра, поэтому популярны места для сёрфинга на западной стороне острова, такие как Батубалонг, Кута, Баланган, Паданг-Паданг и Улувату. В зимнее время (ноябрь—март) из-за юго-западных ветров для сёрфинга лучше подходят места с юго-восточной стороны, такие как Серанган, Нуса-Дуа, Гегер и Гринбол. На Бали регулярно проводятся соревнования по сёрфингу мирового уровня, такие как Padang Padang RipCurl Cup.
В 2013 году на Бали прошёл этап чемпионата мира по сёрфингу ASP World Tour в местечке Керамас с участием лучших спортсменов мира. На острове работает множество сёрф-школ, в том числе несколько русскоязычных.
Также остров популярен как место для занятий виндсёрфингом; в Сануре проводятся соревнования различного уровня, в том числе международные. Уроженец Санура Ока Сулаксана принял участие в четырёх летних Олимпийских играх (с 1996 по 2008 годы), победитель Азиатских игр 1998 и 2002 годов и бронзовый призёр игр 2006 года.
В 2008 году на Бали прошёл чемпионат Азии по парусному спорту.
C 2001 по 2008 годы на Бали проводился ежегодный женский теннисный турнир Commonwealth Bank Tennis Classic, в 2009—2011 годах он получил статус Турнира чемпионов и стал называться Commonwealth Bank Tournament of Champions.
18 — 26 октября 2008 года Бали был местом проведения I Азиатских пляжных игр, которые прошли на пляжах Куты, Нуса Дуа, Санура и Мертасари, а остров Серанган стал местом проведения соревнований по парусному спорту.
В 2009 году на Бали состоялся XVI чемпионат Азии по стрельбе из лука.
На Бали имеется несколько полей для гольфа. В 1994 году поле для гольфа клуба Bali Golf and Country Club было выбрано для проведения турнира Alfred Dunhill Masters.
Ежегодно проводится несколько марафонов. В том числе международный BII Maybank Marathon с количеством участников более 5000 человек, Bali Beach Run.

## Достопримечательности

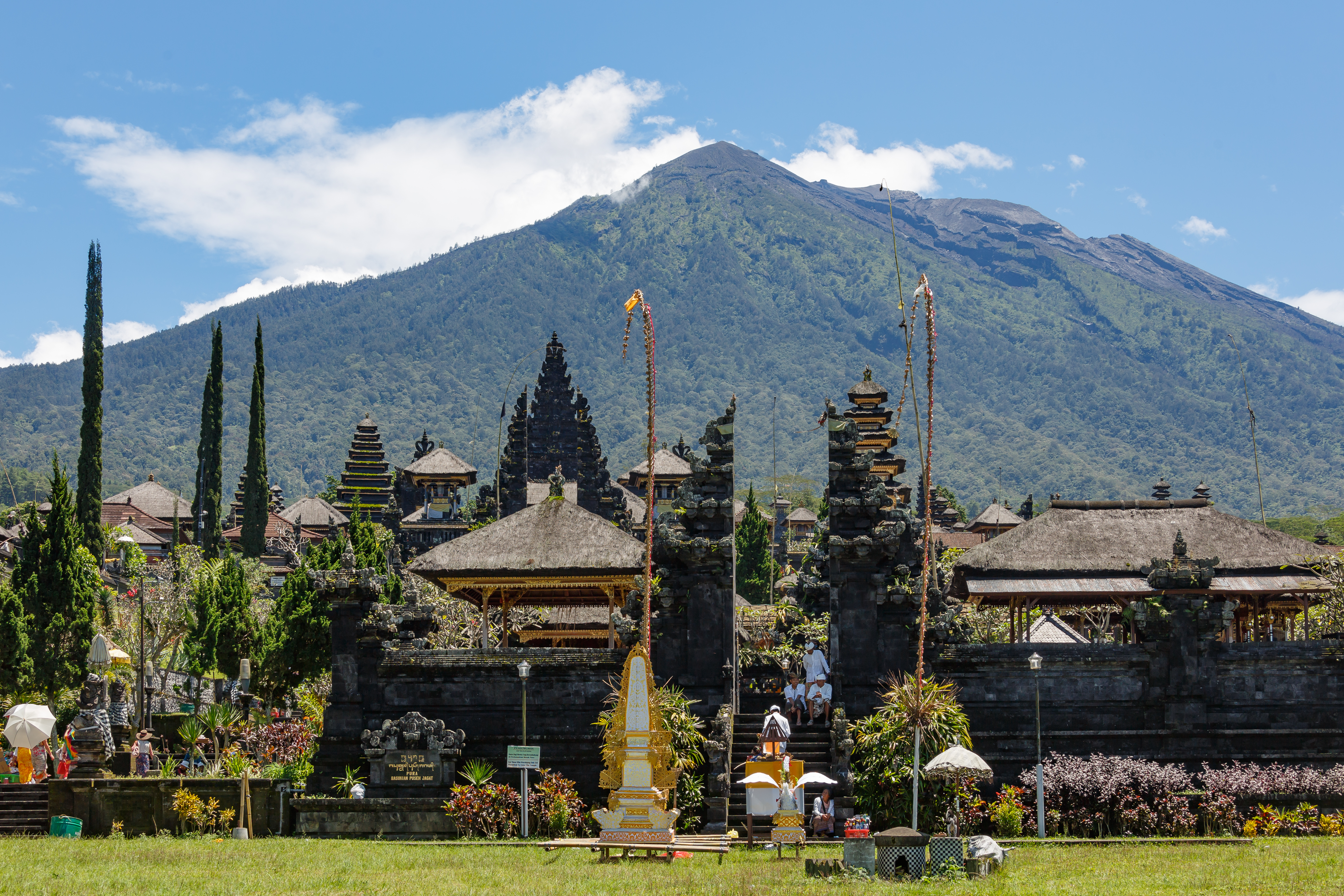
Бесаких, один из самых значительных индуистских храмов Бали.

- Храм Бесаких — самый крупный и наиболее важный индуистский храм на Бали.
- Храм Тирта Эмпул со святыми источниками немного севернее Убуда.
- Храм Лухур Улувату, где проходит представление танца кечак.
- Храм Таман Аюн — главный храм королевства Менгви.
- Храм Танах Лот. Его так же называют храмом на воде.
- Гоа Гаджа или Слоновья пещера — святилище.
- Гаруда-Вишну-Кенчана (статуя).
- Гаруда-Вишну-Кенчана (парк).
- Вулкан Батур.
- Вулкан Агунг.
- Музей Бали.

## В популярной культуре
Английский музыкант Майк Олдфилд под впечатлением от романтического путешествия на Бали с норвежской певицей Анитой Хегерланн, а также под воздействием оригинальной культуры жителей острова, записал свой альбом «Islands». Одна из композиций этого альбома, «The Wind Chimes», использовалась в титрах популярной советской/российской телепередачи «Клуб кинопутешественников».

## В кино
- 1979 — «Остров Бали» (док. фильм, ТО «Экран», реж. В. Тарасенко)[45]
- 2010 — «Ешь, молись, люби» (реж. Р. Мёрфи)

## В астрономии
В честь острова Бали назван астероид (770) Бали, открытый в 1913 году немецким астрономом Адамом Массингером.